# Lomba (Cap Verd)
Lomba (crioll capverdià Lonba) és una vila al nord-oest de l'illa de Fogo a l'arxipèlag de Cap Verd. Està situada 10 kilòmetres al nord-est de São Filipe.